# Mont-Saint-Hilaire
Mont-Saint-Hilaire è un comune del Canada, situato nella provincia del Québec, nella regione di Montérégie.